# 疏勒站
疏勒站，位于中华人民共和国新疆维吾尔自治区喀什地区疏勒县，是喀和铁路上的火车站，2011年6月20日启用，现由乌鲁木齐铁路局喀什车务段管辖。

## 歷史
- 建于2010年。

## 外部連結
- 中国铁路客户服务中心 （页面存档备份，存于）